# Morgan megye (Missouri)
Morgan megye az Amerikai Egyesült Államokban, azon belül Missouri államban található. Megyeszékhelye és legnagyobb városa Versailles. Lakosainak száma 21 006 fő (2020. április 1.). Morgan megye Cooper, Camden, Miller, Moniteau, Benton és Pettis megyékkel határos.

## Népesség
A megye népességének változása:
| Lakosok száma | 20 572 | 20 403 | 20 153 | 20 265 | 20 171 | 21 006 |
|               | 2010   | 2011   | 2012   | 2013   | 2015   | 2020   |